# Ines
Ines je žensko osebno ime.

## Izvor imena
Ime Ines izhaja iz španskega imena Inés, to pa iz latinskega imena Agnes iz katerega je nastalo slovensko ime Neža.

## Različice imena
Ina, Inesa, Ineta, Inez

## Pogostost imena
Po podatkih Statističnega urada Republike Slovenije je bilo na dan 31. decembra 2007 v Sloveniji število ženskih oseb z imenom Ines: 2.237. Med vsemi ženskimi imeni pa je ime Ines po pogostosti uporabe uvrščeno na 116. mesto.

## Osebni praznik
V koledarju je ime Ines uvrščeno k imenu Neža; god praznuje 21. januarja, 2. marca, 13. maja.